# Hüttenvertrag
Der Hüttenvertrag ist eine 1968 geschlossene und 1985 verlängerte Vereinbarung, die eine Deckung des prognostizierten Steinkohlebedarfs in Deutschland durch inländische Steinkohle bis zum Jahr 2000 vorsah. Die Differenz zwischen einheimischem Kostendeckungspreis und Weltmarktpreis sollte überwiegend vom Staat übernommen werden.

## Geschichte
Nach dem Zweiten Weltkrieg erholte sich der deutsche Steinkohlenbergbau sehr schnell. Innerhalb weniger Jahre erreichte die Steinkohlenförderung bereits im Jahr 1950 eine Höhe von 103 Millionen Tonnen. Wenige Jahre nach Gründung der Europäischen Gemeinschaft für Kohle und Stahl (EGKS) wurde im Jahr 1956 die Preisbindung für Kohle durch die EGKS aufgehoben. Auf den europäischen und deutschen Markt strömte billige Importkohle vor allem aus Amerika herein. Aus der Kohlenknappheit der Jahre zuvor entstand sehr schnell ein Kohlenüberangebot. Dies hatte zur Folge, dass innerhalb kurzer Zeit die Haldenbestände bei den deutschen Bergwerken enorm anstiegen. Während die Haldenbestände von Kohle und Koks 1957 bei 753.000 Tonnen lagen, stiegen sie bis Ende August 1958 auf über 10 Millionen Tonnen an. In diesem Jahr wurden erneut Feierschichten im deutschen Steinkohlenbergbau verfahren. Bereits 1959 betrugen die Haldenbestände 11 Millionen Tonnen Steinkohle und 5,8 Millionen Tonnen Koks. Auf massiven Druck der Bergbauverbände wurden Anfang des Jahres 1959 von der deutschen Bundesregierung Importkontingente und ein Kohlenzoll auf Drittlandkohle eingeführt. Im Jahr 1969 wurde die Ruhrkohle AG gegründet und der Hüttenvertrag geschlossen.

## Der Vertrag
Der Hüttenvertrag verpflichtete die deutsche Stahlindustrie, ihren Bedarf an Steinkohle nur aus deutschen Bergwerken zu decken. Außerdem wurde den deutschen Zechen bis zum Jahr 2000 eine Abnahmemenge von 20 Millionen Tonnen Kokskohle garantiert. Durch den Vertrag wurden die Kunden-Lieferanten Beziehungen zwischen der Stahlindustrie und dem Bergbau für eine Laufzeit von 20 Jahren fest geregelt. Die Vertragshütten waren durch den Vertrag verpflichtet, ihren Bedarf an Kokskohle durch die RAG zu decken. Bedingung hierfür war, dass die Finanzierung zu einem wettbewerbsgerechten Preis erfolgen sollte. Da sich die anderen nicht an den Hüttenvertrag gebundenen Stahlerzeuger auf dem Weltmarkt mit kostengünstiger Kokskohle versorgen konnten, wurde die Differenz zwischen Weltmarktpreis und Preis für die RAG Kohle durch die staatliche Kokskohlenbeihilfe ausgeglichen. Dadurch wurden die an den Hüttenvertrag gebundenen Hütten so gestellt, als hätten sie freien Zugang zum Weltmarkt. Allerdings gab es gewisse Einschränkungen, so wurden sogenannte Sinterbrennstoffe nicht in die Preisregelung mit einbezogen. Auch gab es in mehreren Jahren Selbstbehalte für Kohle und Stahl, was dazu führte, dass die Differenz zwischen Weltmarktpreis und RAG Kohlenpreis durch die Kokskohlenbeihilfe nicht voll ausgeglichen wurde. Aus diesem Grund mussten die Modalitäten zwischen der RAG und der Stahlindustrie sowie der öffentlichen Hand jedes Jahr neu ausgehandelt werden. Dies führte im Laufe der Jahre zu Spannungen zwischen den Vertragspartnern.

## Folgeregelungen
Im Laufe des Jahres 1982 kam es zu einem dramatischen Einbruch des Kokskohlenabsatzes an die Stahlindustrie. Dadurch stiegen die Haldenbestände auf knapp 26 Millionen Tonnen Steinkohle an. In der Kohlerunde des Jahres 1983 wurden erste Maßnahmen zur Reduzierung der Förderkapazitäten beschlossen. Im Jahr 1985 wurde eine Anschlussregelung zum Hüttenvertrag abgeschlossen. In dieser von 1989 bis 2000 geltenden Anschlussregelung konnten wesentliche Konfliktfelder zwischen den Vertragspartnern korrigiert werden. In dem Zusatzvertrag wurde vereinbart, dass nun die Preisregelung für alle Käufe der Vertragshütten von der RAG gelten solle, somit auch für Sinterbrennstoffe und für Einblaskohle. Die Höhe des Zuschusses wurde mit Vertragsbeginn nur noch zwischen den Stahlerzeugern und der öffentlichen Hand ausgehandelt, auch entfiel mit Vertragsbeginn der Selbstbehalt für die Stahlproduzenten. Die RAG konnte im Gegenzug dazu Teilmengen an Lieferungen kündigen. Im Jahr 1999 endete der Hüttenvertrag, er wurde durch Einzelverträge zwischen der RAG und den Stahlproduzenten ersetzt.